# Ноуолк, Питер
Питер Ноуолк (англ. Peter Nowalk) — американский телевизионный сценарист и продюсер, известный благодаря сотрудничеству с Шондой Раймс.
Ноуолк родился и вырос с Пойнт-Плезанте, Нью-Джерси, и окончил Брауновский университет. В 2008 году он выступил автором книги The Hollywood Assistants Handbook, основанной со личном опыте работы ассистентом в Columbia Pictures. Ноуолк — открытый гей.
В 2008 году Ноуолк присоединился к команде Шонды Раймс в качестве редактора, а позже сценариста и продюсера-супервайзера сериала «Анатомия страсти». В 2013 году он также начал выступать как соисполнительный продюсер сериала «Скандал», в рамках чего выступил сценаристом седьмого эпизода третьего сезона, «Everything’s Coming Up Mellie». В 2014 году он выступил создателем и шоураннером сериала «Как избежать наказания за убийство», который производит Шонда Раймс и её студия ShondaLand.

## Телевидение
- Анатомия страсти (2008—2013; сценарист — 11 эпизодов, исполнительный редактор сценария — 40 эпизодов, продюсер-супервайзер / продюсер — 69 эпизодов)
- Скандал (2013—2014; соисполнительный продюсер, сценарист — Эпизод «Everything’s Coming Up Mellie»)
- Как избежать наказания за убийство (2014—2020; исполнительный продюсер, создатель, шоураннер)